# 연질자기

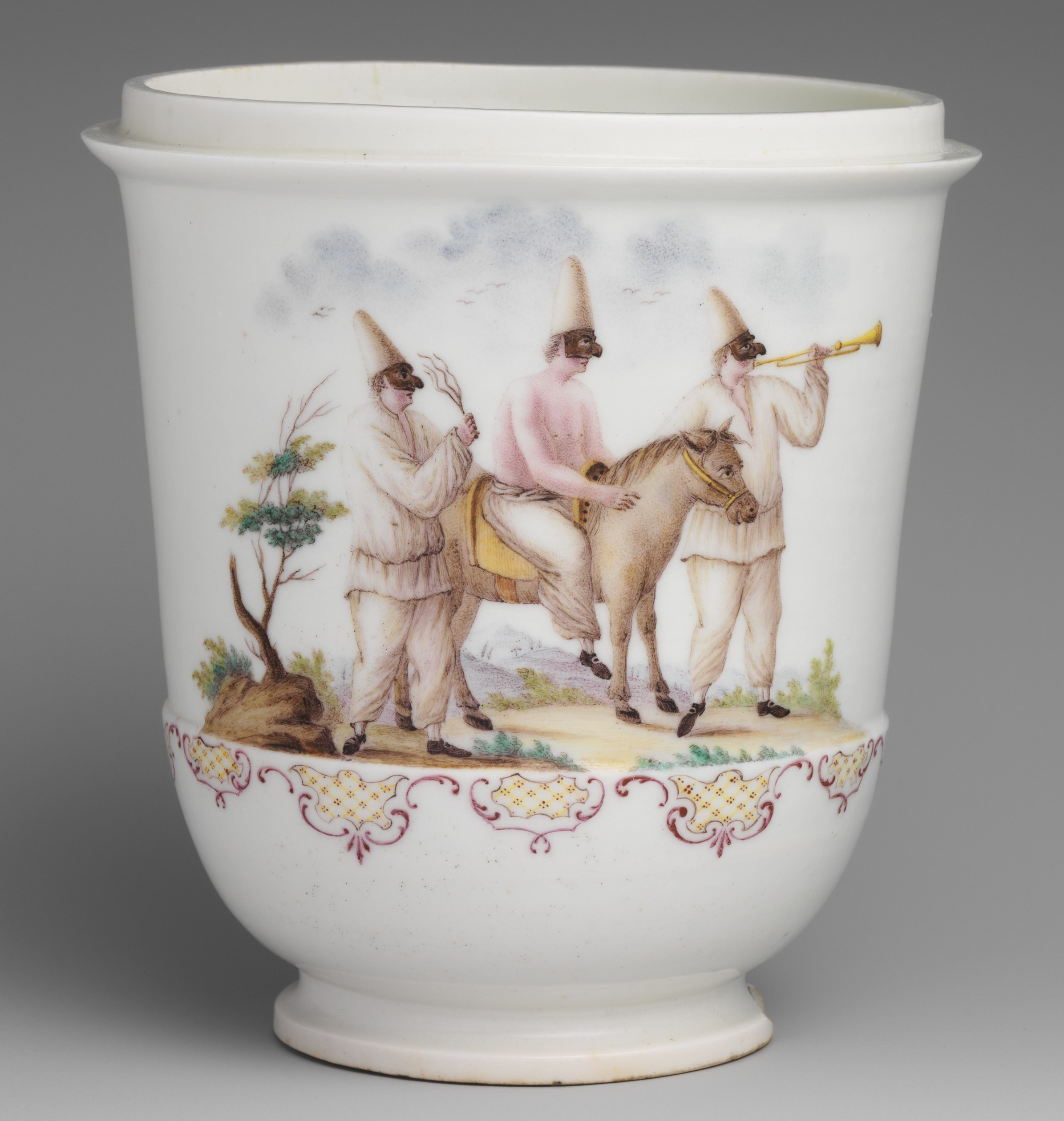
콤메디아 델라르테에 등장하는 풀치넬라가 장식으로 달린 카포디몬테 도자기, 1745-1750

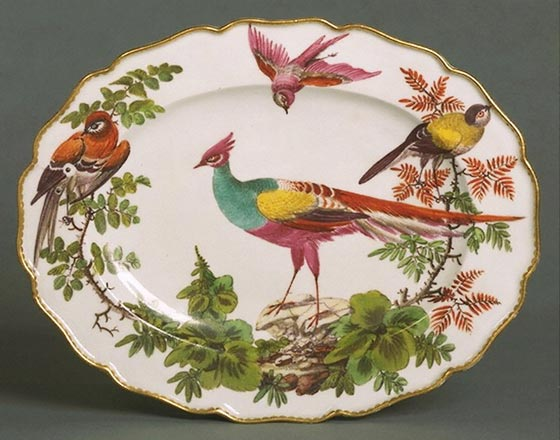
잉글랜드 첼시 도자기 c. 1765. 에나멜 색상에 금색 앵커 마크로 장식된 연질자기. 런던 빅토리아 앨버트 박물관 소장

연질자기(軟質瓷器), 연반죽 도자기 (영어: soft-paste poreclain) 또는 인공자기는 도자기의 일종으로 인정되는, 도예 내 세라믹을 의미한다. 진짜 도자기인 경질자기보다 굳기가 약하며, 고온에서 구울 필요도 없고 도자기를 구울 때 특정 광물을 넣지 않아도 된다. 어떤 광물을 사용하느냐에 따라 연질자기의 범위는 매우 다양하다. 경질자기인 중국의 수출용 도자기를 모방하고자 했던 유럽의 공인들, 그 중에서도 특히 18세기 유럽의 공인들이 연질자기를 만들었고, 중국 도자기의 색과 투명도를 모방하는 것에 성공했으나 강도를 모방하는 것에 실패했다.  그러나 연질자기의 외관과 느낌은 매우 매력적이었고 연질자기 위에 색을 입힌 장식을 얹는 것도 매우 쉬웠다.